# Melignomon
Melignomon és un gènere d'ocells de la família dels indicatòrids (Indicatoridae).

## Taxonomia
Segons la Classificació del Congrés Ornitològic Internacional (versió 14.2, 2024) aquest gènere està format per dues espècies:
- indicador camagroc (Melignomon eisentrauti).
- indicador de Zenker (Melignomon zenkeri).